# Campeonato Europeo de Baloncesto División C 1990
El II Campeonato Europeo de Baloncesto División C de 1990 (llamado entonces Copa Europea de Promoción) se llevò a cabo en Cardiff, Gales.
La selección de Islandia obtuvo su segundo título al derrotar a Chipre por 101-93.

## Equipos participantes
| Chipre Gales | Gibraltar Irlanda | Islandia Luxemburgo | Malta San Marino |

| Chipre: 2.ª Participación (2.ª Consecutiva desde 1988)    | Gales: 2.ª Participación (2.ª Consecutiva desde 1988)      |
| Gibraltar: 2.ª Participación (2.ª Consecutiva desde 1988) | Irlanda: 2.ª Participación (2.ª Consecutiva desde 1988)    |
| Islandia: 2.ª Participación (2.ª Consecutiva desde 1988)  | Luxemburgo: 2.ª Participación (2.ª Consecutiva desde 1988) |
| Malta: 2.ª Participación (2.ª Consecutiva desde 1988)     | San Marino: 2.ª Participación (2.ª Consecutiva desde 1988) |

### Grupo A
|   | Equipo     | Pts | G | P | PF  | PC  | Dif  |
| - | ---------- | --- | - | - | --- | --- | ---- |
| 1 | Irlanda    | 6   | 3 | 0 | 286 | 201 | 85   |
| 2 | Luxemburgo | 5   | 2 | 1 | 266 | 208 | 58   |
| 3 | San Marino | 4   | 1 | 2 | 198 | 230 | -32  |
| 4 | Gibraltar  | 3   | 0 | 3 | 157 | 268 | -111 |

### Grupo B
|   | Equipo   | Pts | G | P | PF  | PC  | Dif |
| - | -------- | --- | - | - | --- | --- | --- |
| 1 | Islandia | 6   | 3 | 0 | 301 | 191 | 110 |
| 2 | Chipre   | 5   | 2 | 1 | 276 | 236 | 40  |
| 3 | Malta    | 4   | 1 | 2 | 226 | 277 | -51 |
| 4 | Gales    | 3   | 0 | 3 | 161 | 260 | -99 |

## Ronda de calificación
|                         | Gibraltar               | 77-61                   | Malta          |  |
|                         |                         |                         |                |  |
| Parciales: 35-28, 42-33 | Parciales: 35-28, 42-33 | Parciales: 35-28, 42-33 | Cardiff, Gales |  |

|                         | San Marino              | 56-53                   | Gales          |  |
|                         |                         |                         |                |  |
| Parciales: 29-22, 27-31 | Parciales: 29-22, 27-31 | Parciales: 29-22, 27-31 | Cardiff, Gales |  |

### 7° Lugar
|                         | Malta                   | 69-64                   | Gales          |  |
|                         |                         |                         |                |  |
| Parciales: 39-35, 30-29 | Parciales: 39-35, 30-29 | Parciales: 39-35, 30-29 | Cardiff, Gales |  |

### 5° Lugar
|                         | Gibraltar               | 81-58                   | San Marino     |  |
|                         |                         |                         |                |  |
| Parciales: 39-32, 42-26 | Parciales: 39-32, 42-26 | Parciales: 39-32, 42-26 | Cardiff, Gales |  |

## Semifinal
|                         | Luxemburgo              | 93-98                   | Islandia       |  |
|                         |                         |                         |                |  |
| Parciales: 46-32, 47-66 | Parciales: 46-32, 47-66 | Parciales: 46-32, 47-66 | Cardiff, Gales |  |

|                         | Irlanda                 | 74-75                   | Chipre         |  |
|                         |                         |                         |                |  |
| Parciales: 37-43, 37-32 | Parciales: 37-43, 37-32 | Parciales: 37-43, 37-32 | Cardiff, Gales |  |

### 3.er. Lugar
|                         | Luxemburgo              | 75-70                   | Irlanda        |  |
|                         |                         |                         |                |  |
| Parciales: 43-32, 32-38 | Parciales: 43-32, 32-38 | Parciales: 43-32, 32-38 | Cardiff, Gales |  |

### Final
|                         | Islandia                | 101-93                  | Chipre         |  |
|                         |                         |                         |                |  |
| Parciales: 49-42, 52-51 | Parciales: 49-42, 52-51 | Parciales: 49-42, 52-51 | Cardiff, Gales |  |